# 김기남 (외교관)
김기남(金起南, ?~)은 대한민국의 외교관이다. 오향균의 뒤를 애 제7대 주동티모르대사관의 대사로 활동했다.